# Manuel Pinto da Costa

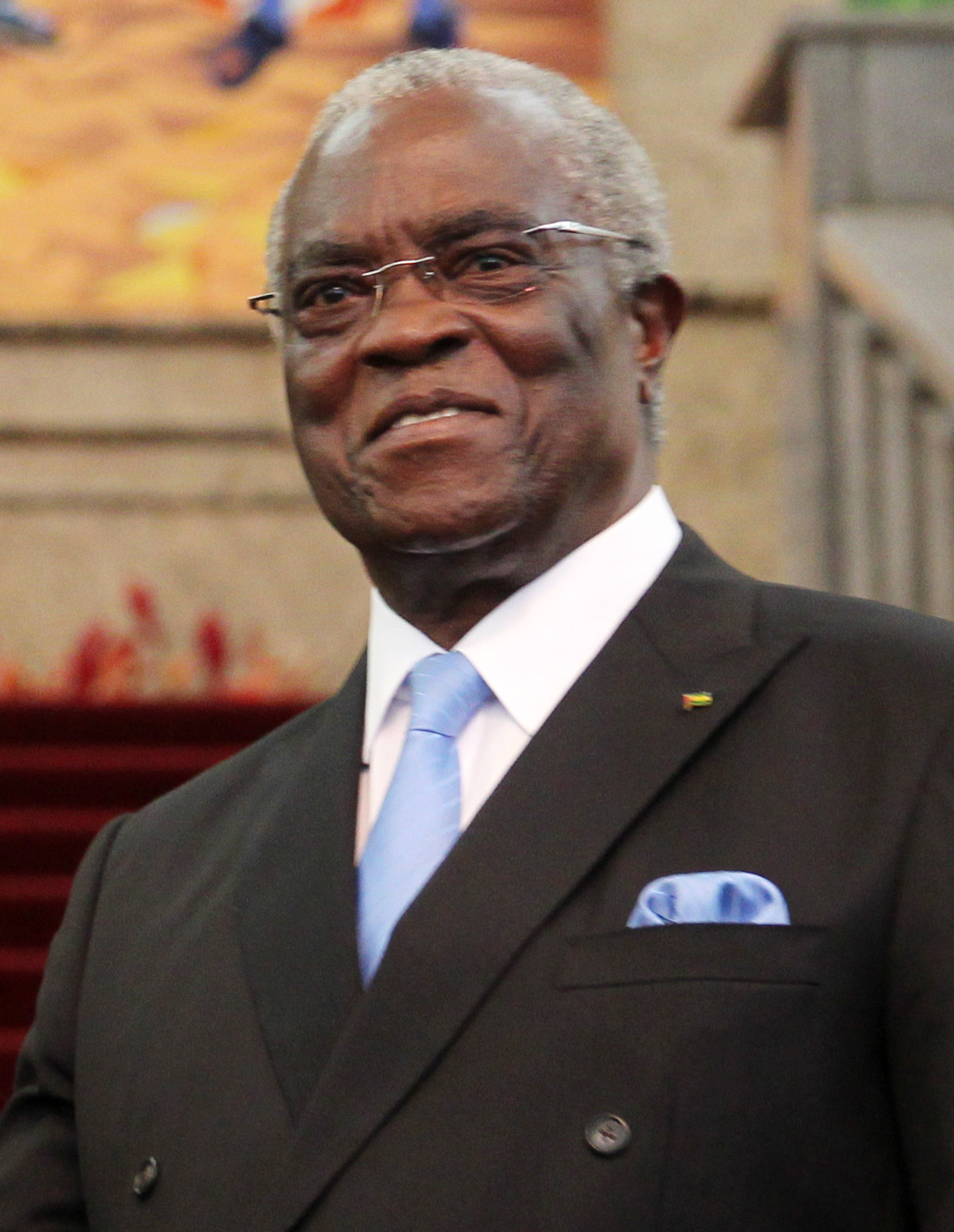
Manuel Pinto da Costa (2014)

Manuel Pinto da Costa (* 5. August 1937 in Água Grande) ist ein Ökonom und Politiker aus São Tomé und Príncipe. Pinto da Costa wurde an der Humboldt-Universität zu Berlin promoviert und spricht außer Portugiesisch fließend Deutsch. Von 1975 bis 1991 und von 2011 bis 2016 war er Präsident seines Landes. Bei seiner ersten Amtszeit führte Pinto da Costa das Land mit harter Hand und spielte eine wichtige Rolle im Kampf um die Unabhängigkeit von Portugal.

## Leben

### Frühe Jahre
Pinto wuchs auf der damals zu Portugal gehörenden Insel São Tomé auf und promovierte in Wirtschaftswissenschaften. Einen Teil seiner Studienzeit verbrachte er in der DDR. Anfang der 1960er Jahre schloss er sich der Unabhängigkeitsbewegung CLSTP an, die von Gabun aus operierte. Später wurde er Gründer und Generalsekretär der Bewegung, die 1972 in Movimento de Libertação de São Tomé e Príncipe (MLSTP) umbenannt wurde. Er gehörte dem Gründungsvorstand des 1961 gegründeten Studentenverbandes der portugiesischen Kolonien in Afrika UGEAN (União Geral das Estudantes da Africa Negra sob dominação colonial portuguesa) an.

### Präsident
Mit der Unabhängigkeit der Inselgruppe von Portugal am 12. Juli 1975 wurde er erster Präsident und die MLSTP Einheitspartei. Im März 1979 übernahm er zusätzlich die Funktionen des Regierungschefs. Das Amt wurde erst 1988 wieder eingeführt. Daneben bekleidete er zeitweise weitere Ministerämter wie das des Außenministers selbst. Seine Regierung wurde mehrfach mit Putschversuchen konfrontiert, zuletzt versuchte am 8. März 1988 eine Gruppe von 44 Bewaffneten, ihn zu ermorden. Daneben musste er sich gegen Konkurrenten innerhalb der MLSTP durchsetzen, so gegen seinen Verteidigungsminister Daniel Lima dos Santos Daio, dessen Amt er 1982 übernahm. Bis Mitte der 1980er lehnte sich das Land unter seiner Führung eng an den Ostblock an und betrieb eine sozialistische Politik. Im Zuge der Demokratisierung nannte sich seine Partei seit Oktober 1990 MLSTP-PSD und vertrat seitdem einen sozialdemokratischen Kurs. Zugleich wurde Carlos da Graça neuer Generalsekretär. Bei den ersten freien Präsidentschaftswahlen kandidierte er nicht und wurde am 3. April 1991 von seinem 1979 entlassenen und zeitweise inhaftierten ehemaligen Premierminister Miguel Trovoada abgelöst. Zuvor hatte die MLSTP-PSD bei den Parlamentswahlen vom 20. Januar 1991 ihre führende Rolle verloren.

### Oppositionspolitiker
In den folgenden Jahren erstarkte seine Partei wieder und wurde bei den Parlamentswahlen am 3. Oktober 1994 mit 27 von 55 Mandaten wieder stärkste Partei. Er selbst bewarb sich 1996 gegen Trovoada um die Präsidentschaft und unterlag am 27. Juli 1996 im zweiten Wahlgang mit 47,3 % der Stimmen. Fünf Jahre später kandidierte er erneut und verlor diesmal am 29. Juli 2001 im ersten Wahlgang mit 38,73 % gegen Fradique de Menezes, der für Trovoadas Partei Ação Democrática Independente (ADI) antrat. Trotz der beiden Niederlagen konnte seine Partei bei Parlamentswahlen ihre führende Stellung behaupten.
Im Mai 1998 war er zum Präsidenten der MLSTP-PSD gewählt worden und blieb bis zum Februar 2005 im Amt, als Guilherme Posser da Costa sein Nachfolger wurde. 2002 griffen Schützen sein Büro an. Die Hintergründe der Tat blieben unklar. Gemeinsam mit anderen ehemaligen Staats- und Regierungschefs gehört er zur African Statesmen Initiative, die sich für die Verbreitung der Demokratie in Afrika einsetzt. Manuel Pinto da Costa wurde von seinem Land als Botschafter in das International Parliament for Safety and Peace, einer intergouvermentalen Organisation mit Sitz in Italien, entsandt und ist dort Vorsitzender der Abteilung für auswärtige Angelegenheiten.

### Neuerliche Präsidentschaft
Bei den am 17. Juli 2011 stattgefundenen Präsidentschaftswahlen war er aussichtsreichster Kandidat für die Nachfolge von Präsident Fradique de Menezes, die jedoch erst in einer Stichwahl entschieden wurden. Am 7. August gewann er die zweite Runde der Präsidentschaftswahlen mit 52,88 Prozent, das sind 35.112 Stimmen. Sein Widersacher Evaristo Carvalho konnte 31.287 Stimmen auf sich vereinigen, das sind 47,12 Prozent. Am 3. September 2011 übernahm er das Amt erneut.
Bei der Präsidentschaftswahl 2016 erreichte er die zweite Runde, entschied sich jedoch, zur Stichwahl zwischen ihm und seinem Herausforderer Evaristo Carvalho am 7. August 2016 nicht anzutreten. Demgemäß folgte ihm Evaristo Carvalho am 3. September 2016 im Amt des Staatspräsidenten.